# Eliahu Inbal
Eliahu Inbal es un director de orquesta israelí.

## Biografía
Eliahu Inbal nació en Jerusalén en el año 1936. 
Comenzó sus estudios de violín en la Academia de Jerusalén, y de composición con Paul Ben-Haim , y ha continuado en el Conservatorio de París, en Hilversum y en Siena con Franco Ferrara y Sergiu Celibidache. 
En 1963, a los veintiséis años, ha ganado el Concurso "Guido Cantelli" en el Teatro Coccia de Novara y desde entonces ha sido invitado por las más prestigiosas orquestas en Europa, Estados Unidos y Japón.
De 1984 a 1987 fue director principal en el Teatro La Fenice de Venecia y, al mismo tiempo ha estado en el podio de los teatros de Ópera de Múnich, Hamburgo, Verona, del Festival de Glyndebourne y ha llevado a cabo nuevas producciones en París y Zúrich. De 1974 a 1990 fue director titular de la Orquesta de la Radio de Frankfurt y en 1995 fue nombrado su director honorario. Con esta orquesta ha realizado giras por Europa, Estados Unidos y Japón.
En 1995 fue nombrado director honorífico de la Orquesta Sinfónica Nazionale della RAI de Turín, con la que ha completado la Tetralogía de Wagner, por la que ganó el Premio de los Críticos Franco Abbiati y el Premio Viotti de 1998.
De 2001 a 2006 fue director musical de la Berliner Sinfonie-Orchester.
A partir de septiembre de 2007 es el director Musical Principal" del Gran Teatro de La Fenice de Venecia. En abril de 2008 fue nombrado director titular de la Orquesta Sinfónica Metropolitana de Tokio, cargo que ocupó hasta 2014. Fue también director titular de la Filarmónica Checa desde 2009 a 2012.
Fue galardonado por el Gobierno Francés con la Legión de honor como Officier des Arts et des Lettres (1990) y recibió la Medalla de Oro de Viena (2002), la Medalla Goethe de Fráncfort y la Orden al Mérito de Alemania en 2006. Es ciudadano británico.

## Repertorio y estilo
Con la Orquesta de la Radio de Frankfurt registró los ciclos de las obras de Mahler, Bruckner, Berlioz, Schumann, Berg, Schoenberg, Webern y Brahms.
La integral de Mahler se encuentra entre las de referencia grabadas con orquestas de segundo nivel y se caracteriza en general por su sentido del ritmo y sus contrastes tímbricos muy adecuados al estilo del compositor. El ciclo se realizó de manera cronológica, desde la sinfonía 1 a la 9 y el adagio de la 10. El sello Denon consiguió unas tomas sonoras admirables. La grabación se realizó en un período de tiempo muy corto (entre febrero de 1985 y setiembre de 1986).
El resultado recibió numerosos premios como Diapason d’Or, Grammophone, Choc de la Monde de la Musique, Deutsche Schallplatenpreis, Prix Caecilia. Después de finalizar el ciclo se decidió agregar La canción de la tierra (marzo de 1988) y la Sinfonía Nº 10 ( febrero de 1992, primera revisión de Deryck Cooke).
El crítico Fernando G. Toledo dice de sus versiones: "imprime Inbal a sus lecturas una sutileza y fragilidad de las que hace surgir una pasión creciente, entre romántica y expresionista, como quien lee a Mahler a la luz de lo que significó su legado. Para cualquier director es difícil conseguir un ciclo mahleriano perfecto. Inbal no es la excepción, pero en cualquier caso, todas sus versiones son de gran altura, y alcanza sus cimas mayores en las sinfonías 5, 7, 10 y Das Lied von der Erde, mientras ofrece convincentes lecturas de las 1, 2 y 8. Su Sexta «Trágica» es discutida por su lentitud, sobre todo en el primer movimiento, pero de innegable calidad, y es uno de los casos en que la grabación parece sumergirnos en medio de la orquesta, como si estuviéramos allí sintiendo su pulso."
Respecto a sus interpretaciones de Brucker también se salen de las versiones habituales. Sus interpretaciones de las Sinfonías tercera, cuarta y octava, de Bruckner, son en las versiones primitivas de 1873, 1874 y 1887, respectivamente, que fueron desechadas posteriormente por su propio autor. Inbal dice al respecto:
"El mes pasado he montado en Francfort un ciclo Bruckner con estas tres sinfonías de que hablamos, y las hemos grabado en disco por vez primera. Creo que estas partituras son, en su verdadera ur-fassung, o edición original, una revelación. La Octava se parece bastante a la partitura que habitualmente se interpreta, que es una partitura corregida y alterada por el propio Bruckner, pero la Cuarta y la Tercera son dramáticamente distintas, con movimientos enteros diferentes de los acostumbrados. Estas versiones originales son mucho más modernas, su lenguaje es más avanzado y personal, más vital, más salvaje, quizá más imperfecto: hay algunos errores en la instrumentación que cualquier buen director puede corregir sin problemas. Me permitirán que les diga algo que puede parecer herético: después de haber trabajado varios años en estas primeras versiones de las obras he llegado al convencimiento de que son incomparablemente mejores que las versiones corregidas."
Igual éxito han tenido sus grabaciones de las Obras completas de Ravel con la Orquesta Nacional de Francia; el ciclo de las obras de Dvořák y Stravinsky, con la Orquesta Philharmonia de Londres, y de todas las Sinfonías de Shostakovich con la Orquesta Sinfónica de Viena; las obras orquestales de Bartók (del cual también destaca la grabación de 1994 de la ópera de un acto El castillo de Barbazul, dirigiendo la orquesta sinfónica de la Radio de Frankfurt) y de los poemas sinfónicos de Richard Strauss con la Orquesta de la Suisse Romande.

## Discografía seleccionada
- Bruckner: Sinfonía N.º 3 - Eliahu Inbal/Radio-Sinfonie-Orchester de Frankfurt, 1989 Teldec
- Bruckner: Sinfonía N.º 4 "Romántica" - Eliahu Inbal/Radio Sinfonie Orchester de Frankfurt De 1983 Teldec
- Bruckner: La Integral de las Sinfonías - Eliahu Inbal/Radio Sinfonie Orchester de Frankfurt, 1983/1992 Teldec
- Chopin, Conc. p. no. 1-2/Krakowiak - Arrau/Inbal/LPO, 1970/1980 Philips
- Mahler: Sinfonía N.º 6, Trágica - Eliahu Inbal/Orquesta Sinfónica Metropolitana De Tokio, Octavia 2014
- Shostakovich: Sinfonías N.º 1 y N.º 15 - Eliahu Inbal, Sinfónica de Viena, 2003 Denon
- Shostakovich: Sinfonías N.º 2 Y N.º 5 - Eliahu Inbal/Orquesta Sinfónica de Viena, 1994 Denon
- Strauss, R: Also Sprach Zarathustra, Op. 30, Till Eulenspiegels Pre Streiche, Op. 28 y Macbeth, Op. 23 - Eliahu Inbal, 1998 Denon